# Рихтер, Марианна
Марианна Рихтер (швед. Marianne Richter, полное имя Marianne Elisabet Richter Lindroth; 1916—2010) — шведская художница по текстилю и керамист.
Известна благодаря использованию в своих работах ярких, неожиданных цветов с красиво переплетенными геометрическими элементами с сильной текстурой.

## Биография
Родилась 25 августа 1916 года в Хельсинборге в семье Карла Эмиля Леонарда Рихтера (1880—1974) и его жены Сони Элизабет, урождённой Бааге (1892—1985); была вторым ребёнком из семи детей.
После обучения на художника по текстилю в стокгольмской технической школе Констфак и уроков в мастерской Мярты Мос-Фьеттерстрём в Бостаде, начала работать в Шведской ассоциации ремесленников в городе Векшё. В 1942 году Барбро Нильссон пригласила Марианну Рихтер поработать дизайнером в мастерской Бостада, где её первым творением стал ворсовый коврик Forsythia. Там же она занималась дизайном ковров и других текстильных изделий до середины 1970-х годов. В 1955 году на выставке в Хельсингборге Рихтер представила свой большой гобелен Båtar с изображением парусных кораблей.
Одна из самых значимых работ Марианны Рихтер — гобелен, заказанный правительством Швеции для конференц-зала в штаб-квартире ООН в Нью-Йорке — его площадь составляла 200 квадратных метров, и он считался самым большим гобеленом в мире. Среди других заметных работ художницы — гобелены для шведских посольств, работы Strandvägsskutor для компании Handelsbanken, Korn och humle для ассоциации шведских пивоваров, гобелен Karneval для ресторана Operakällaren Королевской оперы в Стокгольме. Также она создавала изображения на текстиле и керамические предметы. В последние годы жизни занималась изготовлением мягких кукол разных размеров с раскрашенными лакированными лицами, румяными щеками и причудливым выражением лица. Работы Рихтер выставлялись на выставках по всему миру и представлены, в частности, в Национальном музее Швеции в Стокгольме и Skissernas museum в Лунде.
Умерла 24 ноября 2010 года в Мёлле и была похоронена на кладбище в Бруннбю, севернее города Хёганес.
Её дочь Сара Марианна (Sara Marianne Richter), родившаяся в 1949 году, также стала художником по текстилю. Намного позже, в 1974 году, Марианна Рихтер вышла замуж за Карла Линдрота, профессора Лундского университета.
Марианна Рихтер оставила большое наследие среди других шведских художниц по текстилю. Её самая дорогая работа — Korsordet, была продана почти за 100 000 долларов США на лондонской выставке Phillips в 2014 году.